# جبهۀ اسلامی برای آزادی بحرین
جبههٔ اسلامی برای آزادی بحرین (عربی: الجبهة الإسلامیة لتحریر البحرین) یک گروه شبه‌نظامی شیعه بود که از سال ۱۹۸۱ تا ۱۹۹۰ از حکومت تئوکراتیک در بحرین حمایت می‌کرد. این گروه در ایران مستقر بود و توسط اطلاعات و سپاه پاسداران ایران آموزش و تأمین مالی می‌شد.

## انحلال
جبههٔ اسلامی برای آزادی بحرین در سال ۲۰۰۲ در پاسخ به اصلاحات شاه حمد منحل شد. اعضای آن از زندان و تبعید عفو شدند و بیشتر آنها در سال ۲۰۰۱ برای فعالیت در روند سیاسی به بحرین بازگشتند و در حزب اقدام اسلامی و مرکز حقوق بشر بحرین فعال بودند. مرکز حقوق بشر بَحران در سال ۲۰۰۴ و حزب اقدام اسلامی در سال ۲۰۱۱، زمانی که از خیزش بحرین حمایت کرد، ممنوع شد.